# Messico ai XVI Giochi olimpici invernali
Il Messico partecipò ai XVI Giochi olimpici invernali, svoltisi ad Albertville, Francia, dall'8 al 23 febbraio 1992, con una delegazione di 20 atleti impegnati in quattro discipline.